# Homosexualität in Libyen

Geografische Lage von Libyen

Homosexualität ist in Libyen gesellschaftlich weitgehend tabuisiert und homosexuelle Handlungen sind strafbar.

## Illegalität
Wenn Gleichgeschlechtliche geschlechtlich verkehren, werden sie nach Artikel 407 Abs. 4 des Strafgesetzbuches für außerehelichen Geschlechtsverkehr mit bis zu fünf Jahren bestraft. Nach Artikel 408 (4) werden gemeinsame freiwillige unzüchtige Handlungen ebenfalls mit fünf Jahren bestraft. Nach Angaben des britischen Außenministeriums beträgt die Mindeststrafe 3 Jahre.

## Gesellschaftliche Situation
Eine homosexuelle Community gibt es in Libyen nicht. Themenbezogene Nachrichten aus diesem Land gibt es so gut wie keine. Einige homosexuelle Menschen versuchen nach Europa zu gelangen, um dort ein besseres Leben zu finden. Wie beispielsweise ein Mädchen, welches verhaftet, vergewaltigt und dann bei ihrer Familie abgeliefert wurde, welche versuchte, sie mit Zwang zu verheiraten, nachdem sie im Internet geschrieben hatte, sie sei lesbisch.

## Strafgesetzbuch
Strafgesetzbuch von 1952/1969
Drittes Kapitel: Straftaten gegen die Freiheit, Ehre und Moral
Art. 407 (Notzucht/Vergewaltigung)
(1) Jeder, der mit einer anderen Person unter Ausübung von Gewalt, mittels Drohung oder durch Täuschung geschlechtlich verkehrt, wird mit einer Freiheitsstrafe von höchstens 10 Jahren bestraft.
(2) Die Strafe findet auch Anwendung auf eine Person, die mit dem Einverständnis einer Person, die noch nicht 14 Jahre alt ist oder mit einer Person, die aufgrund geistiger oder körperlicher Behinderung keinen Widerstand geleistet hat, geschlechtlich verkehrt hat. War das Opfer noch nicht 14 Jahre alt, oder hatte es das 14. Lebensjahr vollendet, aber das 18. Lebensjahr noch nicht erreicht, beträgt die Freiheitsstrafe höchstens 15 Jahre.
(3) Ist der Täter ein Verwandter des Opfers, ein Erziehungsberechtigter, eine Aufsichtsperson oder ein Bevollmächtigter oder ist das Opfer sein Dienstbote oder steht das Opfer in einem besonderen Abhängigkeitsverhältnis zum Täter, wird eine Freiheitsstrafe zwischen 5 und 15 Jahren verhängt.
(4) Wenn jemand mit einer Person mit deren Einverständnis (außerhalb der Ehe) geschlechtlich verkehrt, werden beide beteiligte Personen mit einer Freiheitsstrafe von höchstens 5 Jahren bestraft.
Art. 408 (Unzucht)
(1) Jeder, der Unzucht mit einem Menschen treibt gemäß einer der im vorhergehenden Artikel erwähnten Methoden, wird mit einer Freiheitsstrafe von höchstens 5 Jahren bestraft.
(2) Die Strafe findet auch Anwendung, wenn die Tat im Einverständnis mit einer Person begangen wurde, die das 14. Lebensjahr nicht vollendet hat oder mit einer Person, die aufgrund geistiger oder körperlicher Behinderung keinen Widerstand geleistet hat. War das Opfer zwischen 14 und 18 Jahren alt, beträgt die Freiheitsstrafe mindestens ein Jahr.
(3) Wenn der Täter zu einer der in Artikel 407, in Abs. 2 und 3 genannten Tätergruppe gehört, wird eine Freiheitsstrafe von mindestens 7 Jahren verhängt.
(4) Wenn jemand mit einer Person mit deren Einverständnis (außerhalb der Ehe) Unzucht treibt, werden beide beteiligten Personen mit einer Freiheitsstrafe bestraft.